# After Life (Fernsehserie)
After Life ist eine britische Fernsehserie mit schwarzem Humor nach einer Idee und dem Drehbuch von Ricky Gervais. Die Erstveröffentlichung bei Netflix fand am 9. März 2019 statt. Am 24. April 2020 folgte die Veröffentlichung der zweiten, ebenfalls sechs Episoden umfassenden, Staffel auf Netflix. Im Mai 2020 wurde die Serie um eine dritte und letzte Staffel verlängert, die weltweit am 14. Januar 2022 veröffentlicht wurde.

## Handlung
Nachdem die Ehefrau des Lokaljournalisten Tony an Brustkrebs gestorben ist, verliert er den Halt im Leben. Er erwägt, sich das Leben zu nehmen, flüchtet sich aber stattdessen in eine neue Persönlichkeit. Vormals ein netter Zeitgenosse, wird Tony ruppig und impulsiv. Er will die Welt bestrafen, indem er nur noch tut, was er will. Dabei wird er von seinem persönlichen Umfeld behindert, das versucht, ihn wieder zu einem besseren Menschen zu machen.
Schauplatz ist die fiktive Stadt Tambury, in der Tony als Journalist bei der lokalen Gratiszeitung Tambury Gazette arbeitet. Dieses Arbeitsumfeld bildet das Gerüst für die drei Staffeln.

## Besetzung und Synchronisation
Die deutschsprachige Synchronisation entsteht nach der Übersetzung von Sebastian Römer, den Dialogbüchern von Arian Raschidi und unter der Dialogregie von Frank Muth durch die Synchronfirma Berliner Synchron.
| Rolle        | Schauspieler    | Synchronsprecher                                    |
| ------------ | --------------- | --------------------------------------------------- |
| Tony Johnson | Ricky Gervais   | Marcus Off                                          |
| Matt         | Tom Basden      | Dirk Stollberg                                      |
| Lenny        | Tony Way        | Thomas Schmuckert                                   |
| Kath         | Diane Morgan    | Mareile Moeller                                     |
| Emma         | Ashley Jensen   | Vera Teltz                                          |
| Lisa         | Kerry Godliman  | Cornelia Waibel                                     |
| Ray Johnson  | David Bradley   | Fred Maire (Staffel 1–2) Freimut Götsch (Staffel 3) |
| Psychiater   | Paul Kaye       | Jaron Löwenberg                                     |
| Anne         | Penelope Wilton | Katharina Lopinski                                  |
| Sandy        | Mandeep Dhillon | Daniela Molina                                      |
| Pat          | Joe Wilkinson   | Christoph Banken                                    |
| Roxy         | Roisin Conaty   | Nora Kunzendorf                                     |
| Julian       | Tim Plester     | Rainer Fritzsche                                    |

## Kritik
„„After Life“ bietet eine gute Dosis Gegengift (...) gegen die Floskelhaftigkeit unserer Zeit und (...) beste Gelegenheit zu kathartischem Lachen über die ganz gewöhnliche Mittelmäßigkeit des Daseins.“

„Die Serie zeigt die ungeschönte Realität des Trauerns. (...) Wir erleben die Tiefen der Verzweiflung, aber auch die Hoffnung auf Heilung und Wachstum, (...) und werden daran erinnert, dass das Leben trotz aller Herausforderungen und Verluste lebenswert ist.“